# 三宅大志
三宅大志（日语：／ Miyake Daishi，1975年7月22日—），日本漫畫家。男性。還有另一個名字。出身於神奈川縣。AB型血。
由於白內障治療的原因，《長騎美眉TORIES！》將從2022年起長期休載。

## 作品列表

### 漫畫作品
- 封魔未婚妻（日语：すぱすぱ）（《月刊Comic Dragon（日语：月刊コミックドラゴン）》→《月刊Dragon Age》2002年—2005年）
- 傳說中的鍛造師（日语：伝説の鍛冶屋さん）（《Manga Time Kirara》2003年—2005年）—第9回最後休載。收錄在《緋红聖戰》。
- 緋紅聖戰（《Dragon Age Pure》→《Dragon Age》2006年—2009年）
- 30歲的健康教育 戀愛晉級篇（原作：《30歲的健康教育》，《漫畫4格Palette（日语：まんが4コマぱれっと）》2010年—2012年）
- 長騎美眉（《月刊ComicREX》2012年—2018年）
  - 長騎美眉TORIES！（《月刊武士道（日语：月刊ブシロード）》2019年—）—標題因轉移而更改。

### 書籍
名義
- 《HAPPINESS DAYS》，三和出版（日语：三和出版）〈Sanwa Comics〉，2001年12月 ISBN 4-88356-106-2，成人漫畫

三宅大志名義
- 《封魔未婚妻》，富士見書房〈Dragon Comics〉2003年—2006年，全6冊，未完
  - （完整版）一迅社〈DNA COMICS〉2011年，全4冊，包括未在Dragon Comics收錄的特別篇。
- 《Quartet 吉野四姊妹物語（三宅大志短篇集）》，富士見書房〈Dragon Comics〉，2005年4月發行 ISBN 4-04-926254-1，包括名義發表作品的短篇集。
- 《緋紅聖戰》，富士見書房〈Comic Dragon Jr〉2007年—2009年，全7冊
  - （新裝版）一迅社〈REX COMICS（日语：REXコミックス）〉2013年，全4冊
- 《30歲的健康教育 戀愛晉級篇》，一迅社〈漫畫4格KINGS Palette Comics〉2011年—2012年，全2冊
- 《長騎美眉》，一迅社〈REX COMICS〉2013年—2017年，全11冊（包括副讀本），未完
  - KADOKAWA，2019年—2020年，全12冊（包括副讀本），REX COMICS的新裝版（第10冊除外）。
- 《長騎美眉TORIES！》，KADOKAWA〈武士道漫畫〉，2021年—刊行中，已出版3冊（包括副讀本／2024年9月6日現在）
- 《長騎美眉短篇集》，KADOKAWA〈武士道漫畫〉2024年，短篇集

### 其它
- 『長騎美眉』漫畫旅遊指南（2013年—2017年）插圖
- （小說：阿羅本景，2016年）插圖

## 外部連結
- GAW！ （日語）—三宅大志的官方個人網站。
- （日語）—三宅大志的官方個人部落格。
- 三宅大志的X（前Twitter） （日語）